# Tabu Homosexualität
Tabu Homosexualität: Die Geschichte eines Vorurteils (en español «El tabú de la homosexualidad: la historia de un prejuicio») es una obra estándar de estudio en lengua alemana sobre la homofobia, escrita por la socióloga, etnóloga y sexóloga alemana Gisela Bleibtreu-Ehrenberg, y publicado por primera vez en 1978.

## Contexto
Bleibtreu-Ehrenberg empleó la mayor parte de la década de 1970 para completar Tabu Homosexualität: Die Geschichte eines Vorurteils (reimpreso en 1981, eliminando la palabra «tabú» del título), basándose en estudiosos como Mircea Eliade, Marija Gimbutas y Michel Foucault, realizó un estudios sociológico sobre la homofobia y la homosexualidad y tradujo por primera vez textos anteriormente no disponibles u olvidados desde lenguas muertas.

## Autoridad
Tabu Homosexualität se considera un estudio fundacional en lengua alemana de la investigación de la homofobia, la misoginia, el patriarcado y la represión en general de la sensualidad y, en particular, de la represión de la desviación sexual (Leibfeindlichkeit).

 Tan recientemente como 2007, el Departamento de Educación e Investigación de Berlín (Senatsverwaltung für Bildung, Wissenschaft und Forschung) recomendó oficialmente el uso del libro en las universidades como parte de la sensibilización y formación en las clases de estudios sociales.
A pesar de no haber sido traducido a ninguna otra lengua (estado en 2008) desde su primera publicación, Tabu Homosexualität sigue siendo tratado y citado también internacionalmente como una fuente estándar.

 En 2008 se podía encontrar en una serie de bibliotecas de Europa Occidental y, en los EE. UU., estaba incluso disponible en 13 bibliotecas en diferentes estados.

## Descripción

### Capítulos introductorios
En la introducción, Bleibtreu-Ehrenberg trata el cambio de las leyes contra la sodomía posterior a la II Guerra Mundial y sus motivaciones para estudiar la homofobia, un asunto en el que fue deshilando la madeja histórica siguiendo el hilo hacia manifestaciones pasadas, cada una inspirando interminables derivaciones culturales de este odio.
Para dar una idea de la antigüedad de los prejuicios negativos contra las actividades homosexuales en Occidente, en el capítulo I, Alte Nachrichten über die ethische Bewertung der männlichen Homosexualität bei germanischen Stämmen («fuentes antiguas sobre la evaluación ética de la homosexualidad masculina en las tribus germánicas»), Bleibtreu-Ehrenberg estudia diversos antiguos escritores europeos (principalmente griegos y romanos) que acusan a otras tribus y naciones de Europa de tolerancia hacia las actividades homosexuales, como una forma común de calumnia en la Antigüedad clásica. Lo absurdo de esta actitud queda al descubierto cuando los escritores de los grupos acusados a menudo culpaban a las naciones de los primeros de la misma cosa, ignorando que la acusación original estaba dirigida hacia ellos mismos. Bleibtreu-Ehrenberg también demuestra el fuerte tabú numen que rodeaba a las actividades homosexuales, convirtiéndolas en un vicio prácticamente inmencionable, ya que no se da ninguna explicación para este ostracismo, estas actividades invariablemente son representadas de forma negativa por sí mismas.
Solo menciona tres excepciones en las que el fin de la calumnia no es inmediatamente evidente: el filósofo griego Sexto Empírico, en el tercer volumen de sus Esbozos pirrónicos, menciona la tribu de los karmanes, entre los que «la lujuria entre los hombres [...], no es considerada como abominable, sino como cualquier otra cosa ordinaria.» Bleibtreu-Ehrenberg lo identifica como uno de los muchos ejemplos de una figura retórica que Sexto Empírico emplea a menudo, en la que aplica las propiedades más absurdas a personas, lugares y otros objetos simplemente para demostrar las reglas básicas de la lógica. La segunda excepción es una nota de Posidonio, citada en la Biblioteca histórica de Diodoro Sículo, sobre las costumbres de los celtas al dormir, que Bleibtreu-Ehrenberg atribuye a que Posidonio no entiende bien la costumbre de la separación de sexos en la vida diaria.
La tercera excepción es un análisis del debate científico común sobre el asesinato ritual de criminales considerados ignavi et imbellis et corpore infames («cobardes, no beligerantes y pervertidos») por los germanos protohistóricos, tal como lo menciona Tácito en su Germania. Bleibtreu-Ehrenberg señala que el complejo asunto de la homofobia occidental común, tal como se muestra en el presente material, debe ser analizado en un estudios interdisciplinario de mayor alcance.

### Fondo cultural y étnico: los tres estratos de la sociedad indoeuropea
De acuerdo al análisis interdisciplinario sociopsicológico y sociohistórico de la homofobia, que Bleibtreu-Ehrenberg basa en campos como el estudio cultural, el religioso, la Etnología, la Filología y la Lingüística, el prejuicio etnocétrico particularmente hacia la atracción y actos homosexuales en la historia de las culturas indoeuropeas occidentales, es intrínsecamente idéntico a la misoginia, que dio origen y mantuvo hasta la Edad Moderna las estructuras patriarcales de las sociedades indoeuropeas.
Sus raíces y elementos culturales se pueden remontar varios milenios en la cultura euroasiática y estaban basados inicialmente en la superposición y conflicto de los tres estratos básicos étnicos y culturales en los que se basan todas las culturas indoeuropeas de Europa. Estos tres estratos sucesivos son los siguientes:
- Las «culturas chamánicas subárticas» de la Edad de Piedra del último periodo glacial, llamado de «Würm» en relación con los Alpes, de «Weichsel» en cuanto a la región escandinava y «Devensiano» en relación con las islas británicas, que terminó hacia el 9000 a. C.
- La «cultura megalítica materna» de la Edad de Bronce de Europa y Oriente Próximo, que introdujo la agricultura y los ritos de fertilidad, incluyendo los ritos sexuales, del 9000 a. C. al 3000 a. C.; más o menos equivalente a la Antigua Europa de Gimbutas.
- La conquista violenta de estas regiones por beligerantes tribus protoindoeuropeas provenientes de Asia, que comenzaría hacia finales del cuarto milenio a. C., introduciendo la domesticación de animales, especialmente de los caballos para el trabajo, la movilidad y la guerra, y de ganado, e iniciando la Edad de Hierro indoeuropea en Europa y Oriente Próximo.[28]

Bleibtreu-Ehrenberg interpreta estos tres estratos en relación con la hipótesis trifuncional de Georges Dumézil, en la que se afirma que la sociedad clásica indoeuropea consistía en tres clases distintas, la clerical (= chamánica), la agrícola y la guerrera. Sin embargo, al contrario que Dumézil, Bleibtreu-Ehrenberg no considera estos tres componentes como genuinamente indoeuropeos o protoindoeuropeos, sino que, en relación con la hipótesis de los kurganes y de lo que Gimbutas denominó Antigua Europa, Bleibtreu-Ehrenberg considera estos tres componentes el resultado de la sucesiva superposición de lo que originalmente eran las tres culturas mencionadas más arriba, con el desenlace de la cultura indoeuropea en Europa y Oriente Próximo desde la Edad de Hierro.
La causa inmediata de la homofobia, misoginia y el patriarcado indoeuropeo fue un choque cultural que se produjo cuando las tribus indoeuropeas se encontraron con la muy sensual «cultura megalítica materna» en general y, en particular, con los últimos trazos del travestismo ritual chamánico y el cambio de sexo absorbido por esta cultura. En la cultura nórdica protohistórica, por ejemplo, la estratificación religiosa resultante emergió como la religión de los Vanir, maternal y fértil, y los Æsir, patriarcal y guerrera, con la mitológica Guerra entre los Æsir y los Vanir como una memoria cultural distorsionada de la indoeuropeización de Europa, similar a la historia del Rapto de las sabinas en la antigua Italia posiblemente recordando un proceso protohistórico similar.

### Derivaciones posteriores en las sociedades indoeuropeas
Con esa base, Bleibtreu-Ehrenberg traza el nacimiento de la homofobia a través de una serie de derivaciones que muestran una grado creciente de racionalización.
Capítulo IV, Interdependenzen zwischen religiösen Werten und sozialen Normen bei den Germanen («Interdependencias entre los valores religiosos y las normas sociales de los germanos»)Con el triunfo de la cultura indoeuropea, los anteriormente respetados chamanes de la sometida y marginalizada «cultura megalítica materna», fue reinterpretada de forma etnocéntrica como una figura maligna y los anteriores ritos de fertilidad como magia lasciva perversa. La versión menos racionalizada del arquetipo negativo resultante es un monstruo lascivo no humano, que se puede observar en las fuentes nórdicas como el mitológico y demoniaco nithing. Debido a esta falta de racionalización de la versión nórdica del arquetipo, es la versión más pura y primordial que está disponible a la investigación y los atributos del nithing están entre los primeros que son identificables de entre todas las variaciones los arquetipos locales, como una reinterpretación etnocéntrica y mitológica negativa del estrato de la «cultura megalítica materna» bajo el dominio cultural indoeuropeo. Tal como se explica en los siguientes capítulos, este arquetipo sociocultural de un monstruo lascivo perverso fue una profunda influencia para todos los aspectos de la ubicua Leibfeindlichkeit («represión de la sensualidad») en la civilización occidental.
Capítulo V, Tendenzen der Beurteilung homosexuellen Verhaltens von der Christianisierung bis zum Beginn der Ketzer- und Hexenverfolgungen («Tendencias de la evaluación del comportamiento homosexual entre la cristianización hasta el comienzo de la persecución de herejes y brujas»), sección 1, Die römische Gesetzgebung («Leyes romanas»)las principales tendencias homofóbicas en la Antigua Roma, tal como se pueden observar en la Lex Scantinia (Bleibtreu-Ehrenberg no trata la Antigua Grecia en profundidad hasta su libro Vom Schmetterling zur Doppelaxt de 1990; solo señala en Tabu Homosexualität y obras posteriores que la pederastia en la Antigua Grecia no entra dentro del tema en el libro, que trata de la homosexualidad entre hombres adultos, ya que en la Antigua Grecia, estas relaciones ocurrían entre individuos fértiles e infértiles, citando, entre otras fuentes modernas y antiguas, a Kenneth Dover).
Capílutlo V, sección 2, Die kirchlichen Bestimmungen («Las regulaciones eclesiásticas»)La homofobia es aparente en la antigua cultura judía (Levítico 18) y los primeros cristianos (San Pablo, primeros padres de la Iglesia y penitenciales) hasta el siglo IX. Aquí, Bleibtreu-Ehrenberg echa por tierra el origen bíblico del mito de Sodoma creado por el emperador bizantino Justiniano II en el año 500 d. C., siendo la primera persona en afirmar que el Génesis 19 se refiere en alguna forma a las actividades homosexuales.
Capítulo V, sección 3, Die gefälschten Kapitulare des Benedictus Levita («Los falsos capitularios de Benedicto Levita»)El concepto eclesiástico medieval de la sodomía produjo los falsos Capitularia Benedicti Levitae dentro de las Falsas decretales, también llamado Pseudo-Isidoro, una colección de material falso muy persuasivo sobre asuntos teológicos, legales y políticos fabricada por monjes francos hacia el 830 d. C. Está claro para la autora que el monje franco Benedicto Levita, como autor del Capitularia Benedicti Levitae, obviamente apelaba a las creencias populares dominantes sobre la magia seid de los nithing cuando asociaba su idea de sodomía con la magia negra, el satanismo, el paganismo y la herejía. Así, también incorporó la costumbre original común a los pueblos germánicos de quemar a los nithing a la legislación eclesiástica, en la forma de quema de sodomitas y brujas. Antes de Levita, el dogma eclesiástico denunciaba la creencia en brujas y la quema de personas debido a estas creencias paganas como un pecado.
Capítulo VI, Die Pönalisierung der Homosexualität im Rahmen der Ketzer- und Hexenprozesse des Mittelalters («La penalización de la homosexualidad dentro de la herejía y los procesos a brujas medievales»)En este capítulo Bleibtreu-Ehrenberg explica como las ideas de Levita fueron puestas en práctica por la Inquisición. También discute en profundidad el Malleus Maleficarum como una extensión y popularización de las ideas de Levita sobre sodomitas y brujas.
Capítulo VII, Weiterentwicklung und Modifizierung des Vorurteils gegen die Homosexualität bis 1870 («Desarrollo posterior y cambios en los prejuicios contra la homosexualidad hasta 1870»)Aquí describe las teorías sobre la patología —donde Bleibtreu-Ehrenberg menciona específicamente el concepto de «locura moral»; en el francés original del concepto como folie raisonnante, folie lucide raisonnante o monomanie affective—, sobre la corrupción y la decadencia del estado producido por la Ilustración, la historia de estas ideologías pseudocientíficas y como fueron instrumentos para prolongar la tradicional persecución de los «pervertidos» sexuales, especialmente de los homosexuales, en el mundo occidental del siglo XVII al XX.
Capítulo VIII, Beeinträchtigung der Erforschung des Vorurteils gegenüber der männlichen Homosexualität durch das Vorurteil selbst («Menoscabo del estudio del prejuicio homofóbico causado por el prejuicio mismo»)Incluye el análisis sociopsicológico de patrones y dinámicas sociales de prejuicios homofóbicos generales y específicos y de la discriminación en la sociedad occidental, basándose en hechos, patrones y conceptos demostrados en capítulos anteriores. De nuevo da importancia al impacto y el significado cultural de la influencia indoeuropea y de los tres estratos de la cultura occidetnal en general. Con mayor detalle que en este capítulo, Bleibtreu-Ehrenberg volvería a tratar el campo académico general del Vorurteilsforschung («estudio de los prejuicios») en su obra Angst und Vorurteil (1989), analizando en profundidad los patrones habituales del prejuicio y la discriminación en las sociedades occidentales modernas con las herramientas obtenidas de Tabu Homosexualität.

## Relación con otras obras de Bleibtreu-Ehrenberg y otros
En Mannbarkeitsriten (1980) y Angst und Vorurteil (1989), Bleibtreu-Ehrenberg relata como la influencia del colonialismo occidental se vio reforzada cuando las culturas indoeuropeas comenzaron a expandirse de forma global durante la Era de los Descubrimientos y las primeras colonizaciones europeas de los siglos XV al XIX. Así, estudia como los exploradores y conquistadores volvieron a encontrarse frente a culturas chamánicas, que en parte poseían ritos sexuales y de fertilidad, a la vez que Europa sufría una gran ola de sífilis causada por estos nuevos contactos interculturales, justo cuando la ciencia moderna comenzaba a despuntar.
Estos procesos también fomentaron las creencias etnocéntricas indoeuropeas de su superioridad moral sobre «alvajes» «sin civilizar», sensuales y «sucios» —por ejemplo el concepto de La carga del hombre blanco, de estar moralmente obligados a «civilizar» a pueblos no occidentales—, sobre «extraños» sociales y étnicos, y sobre minorías marginales en un complejo proceso de estructuración cultural y sociopsicológica interior de los deseos sensuales humanos por un lado, y de política exterior y colonialismo militar de estos deseos por otro. 
Así, en los tres libros, Tabu Homosexualität, Mannbarkeitsriten y Angst und Vorurteil, Bleibtreu-Ehrenberg alude a obras sobre la antropología cultural como Los orígenes del totalitarismo de Hannah Arendt, El malestar en la cultura de Freud, Eros y civilización de Herbert Marcuse, Dialéctica de la Ilustración de Adorno y Hockenheimer, The Authoritarian Personality, y Sobre el proceso de civilización de Norbert Elias.
Finalmente, así como Bleibtreu-Ehrenberg relata en Angst und Vorurteil que justo cuando el colonialismo y el aumento de la sífilis habían puesto en peligro el enfoque ilustrado científico a la sexualidad, el impacto del sida corrompió la influencia de la contracultura progresista posterior a la II Guerra Mundial en las actitudes de las sociedades occidentales hacia la sexualidad.

## Ediciones
- 1978: Tabu Homosexualität: Die Geschichte eines Vorurteils, S. Fischer Verlag, Frankfurt/Main. ISBN 3-10-007302-9
- 1981: Homosexualität: Die Geschichte eines Vorurteils, Fischer Taschenbuch Verlag, Frankfurt/Main. ISBN 3-596-23814-5